# Голов, Вадим Семёнович
Вадим Семёнович Голов — советский хозяйственный и политический деятель.

## Биография
Родился в 1928 году во Владикавказе. Член КПСС.
Окончил Кубанский сельскохозяйственный институт.
В 1952—1954 гг. — агроном колхоза им. Советской Армии Крымского района.
В 1954—1955 гг. — главный агроном МТС Рузаевского района Кокчетавской области
В 1955—1961 гг. — главный агроном Натухаевоской МТС Краснодарского края, начальник сельскохозяйственной инспекции Ленинградского райисполкома, инспектор Краснодарского крайкома КПСС
В 1961—1970 гг. — первый секретарь Кавказского райкома КПСС.
В 1970—1980 гг. — главный государственный инспектор по закупкам и качеству сельхозпродуктов по Краснодарскому краю
Делегат XXIII съезда КПСС.
Почётный гражданин Гулькевичского района (2006).
Жил в Краснодаре. Умер 9 января 2016 года.

## Награды
- Орден Ленина (дважды)
- Орден Трудового Красного Знамени